# Pingszu
A pingszu (hangul: 빙수, handzsa: 氷水, RR: bingsu) koreai desszert, melynek alapja forgácsolt (borotvált) jég (azaz nagyon vékony jégpelyhek) vagy darált jég, amelyre különféle feltétek kerülhetnek. Eredeti verzióját a Csoszon (Joseon)-időkben fogyasztották, ez volt a phatpingszu (patbingsu) (팥빙수), ami jégkásából és édes azukibabkásából állt. Dél-Koreában számos változata kapható, fagylalttal, gyümölcsökkel, sűrített tejjel, kakaóval vagy csokoládéval is ízesítve.

## Változatai
A hagyományosnak tartott phatpingszu (patbingsu) tejalapú jégből készül, melyre azukibab kerül, ennek tetejére pedig ttok (tteok)ot halmoznak, így különféle textúrák egyesülnek a desszertben.
A pingszu (bingsu)nak ezen kívül rengeteg változata létezik, bármilyen friss, aszalt vagy konzerv gyümölcs- vagy magfeltéttel, ttok (tteok)kal, különféle szirupokkal és szószokkal, fagylalttal, csokoládéval, keksszel, de akár sütőtökpéppel is. A jégpelyhet/darált jeget ízesítetten is készíthetik, például fagyasztott zöld teából, gyümölcsléből vagy édes tejből.

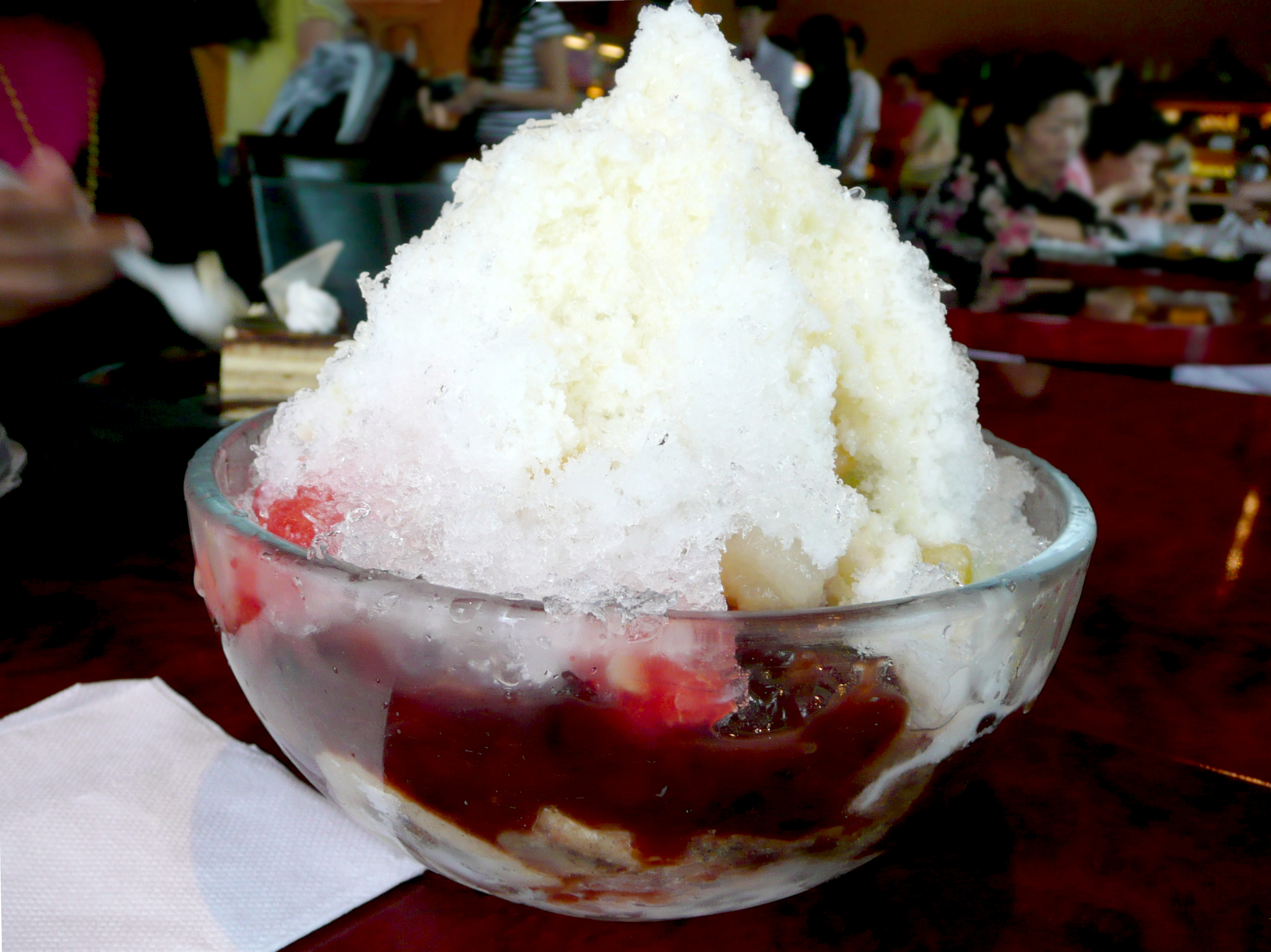
phatpingszu (patbingsu)
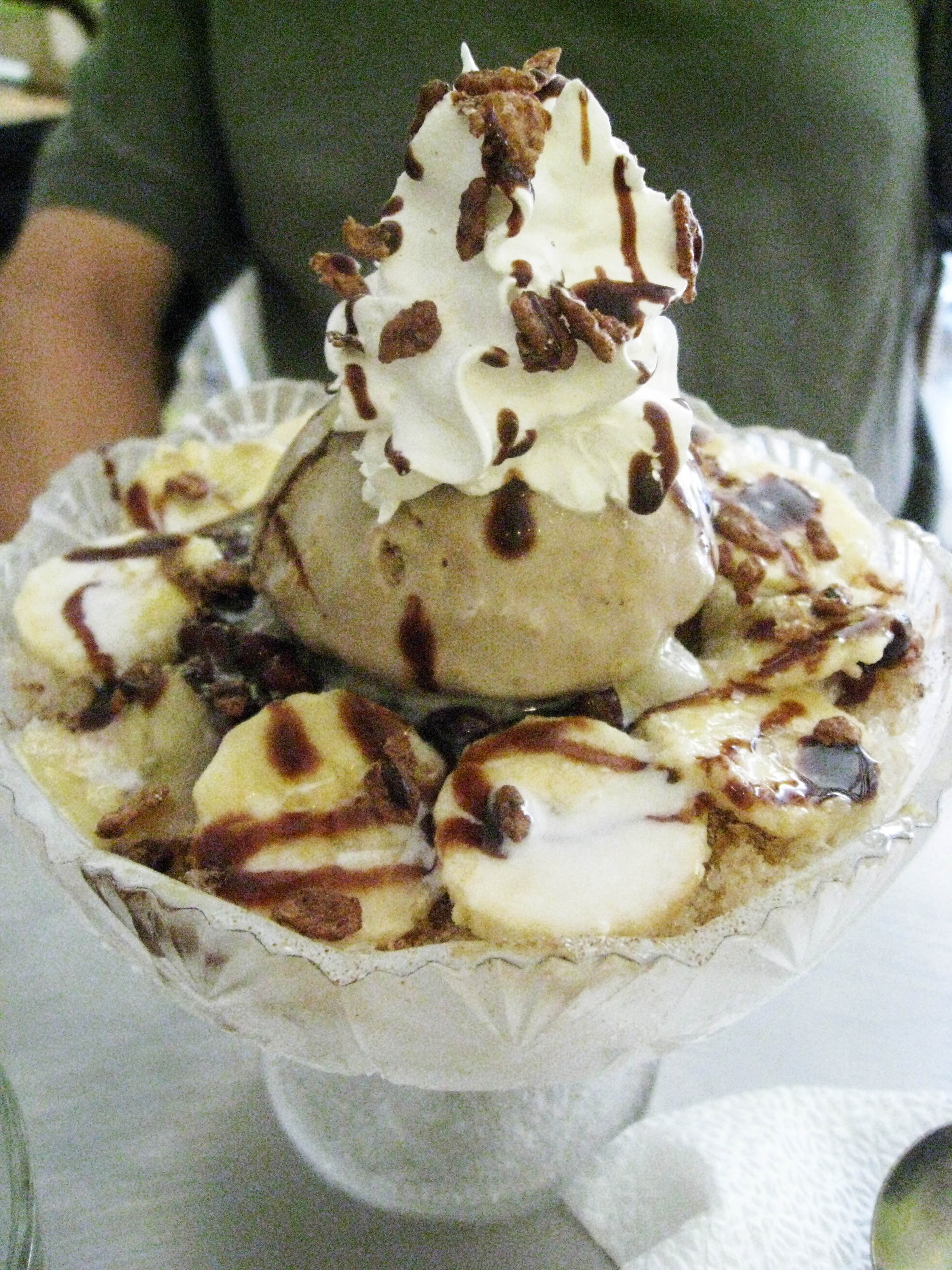
kávés pingszu (bingsu)
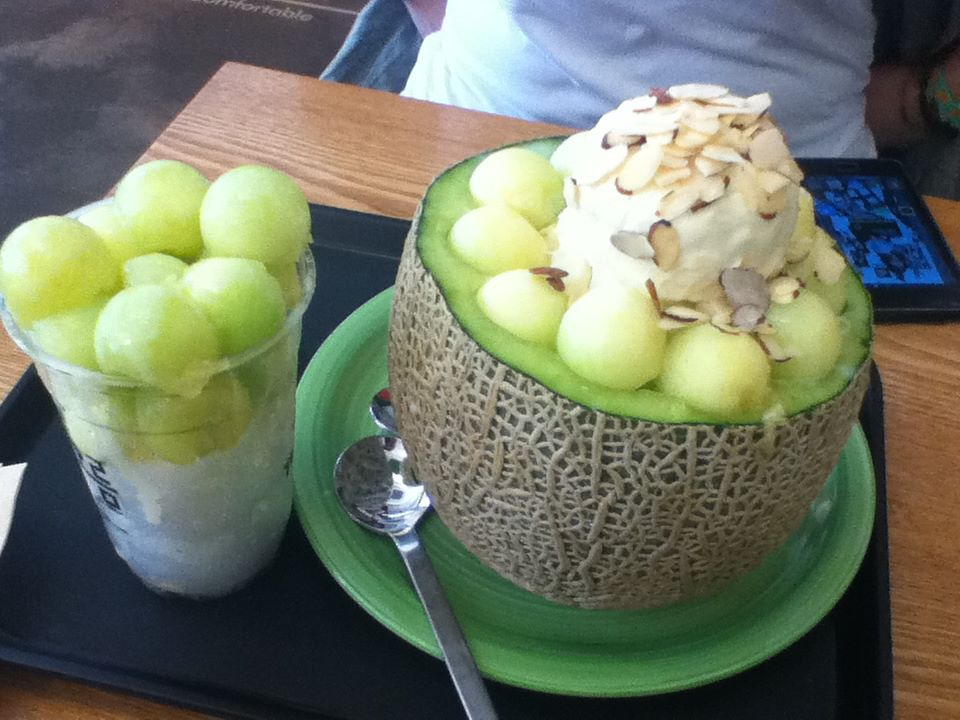
dinnyepingszu (bingsu)
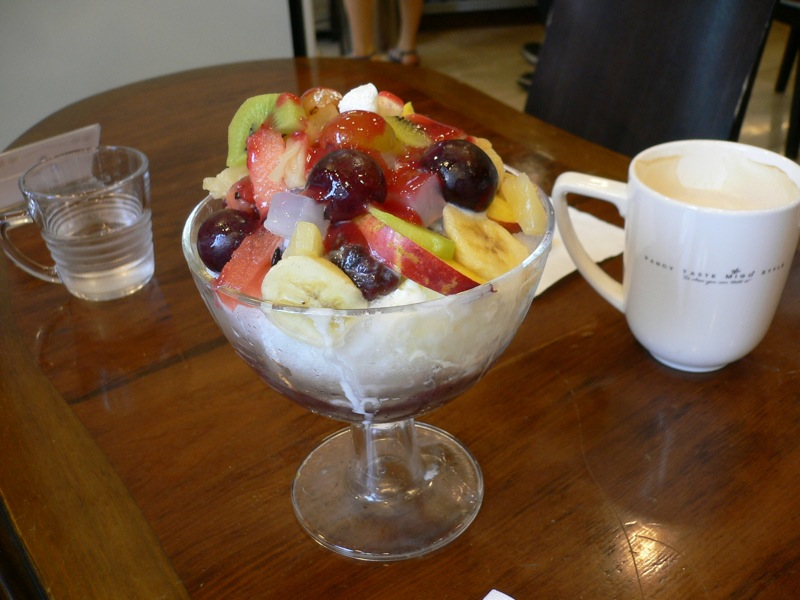
vegyes gyümölcsös pingszu (bingsu)